# Wladislaw Michailowitsch Artemjew
Wladislaw Michailowitsch Artemjew (russisch Владислав Михайлович Артемьев; bei der FIDE Vladislav Artemiev; * 5. März 1998 in Omsk) ist ein russischer Schachspieler.

## Leben
Artemjew erlernte das Schachspiel als Sechseinhalbjähriger von seinem Vater Michail Stanislawowitsch, der selbst die Spielstärke eines Meisterkandidaten hat. Sein erster Trainer war Wladimir Indrikow. Die Förderung, die er von seinem Vater erhielt, der sein Manager wurde, gestattete die frühzeitige Entfaltung seines Talentes.
Im Jahr 2012 gewann Artemjew (als 14-Jähriger und einer der jüngsten Teilnehmer) das „World’s Youth Stars“-Turnier in Kirischi vor dem 19-jährigen Wladimir Belous und dem ein Jahr älteren Grigori Oparin. Erstmals Schlagzeilen machte Artemjew beim Russischen Schnellschach-Pokal 2012 (in Kirow), als er bei dem im K.-o.-System ausgerichteten Turnier nacheinander Alexander Galkin, Dmitri Andreikin und Sanan Sjugirow aus dem Rennen warf und erst im Finale von dem erfahrenen ehemaligen Weltmeisterschaftskandidaten Alexei Drejew besiegt werden konnte. Im selben Jahr wurde er Internationaler Meister.
Ein Jahr später gewann er die Neuauflage des „World’s Youth Stars“-Traditionsturniers mit zweieinhalb Punkten Vorsprung (10,5/11) auf den Zweitplatzierten. Im selben Jahr gewann er die russische Jugendmeisterschaft-U20. 2014 siegte er in Jerewan und erhielt in diesem Jahr den Großmeistertitel verliehen.
Im Jahr 2015 wurde er geteilter Zweiter beim Moskau-Open hinter Ernesto Inarkiew, Erster im Open von Taschkent und Gewinner der russischen „Höchsten Liga“ (ausgetragen in Kaliningrad), dem Qualifikationsturnier zur russischen „Super-Meisterschaft“ desselben Jahres. Bei dieser, die in Tschita stattfand, erreichte Artemjew mit 5,5/11 einen Mittelplatz.
2016 wurde er jeweils Zweiter bei der Jugendweltmeisterschaft U20 in Bhubaneswar und bei dem stark besetzten Großmeisterturnier in Martuni. Im Oktober desselben Jahres gewann er in Sotschi die russische Blitzschach-Meisterschaft vor Dmitri Andreikin und Alexander Morosewitsch.
2019 gewann er das Gibraltar-Masters mit einer Performance von 2941. Im März 2019 wurde Artemjew im nordmazedonischen Skopje Schacheuropameister.
2021 erreichte Artemjew das Finale des Schnellschach-Turniers Asian Rapid der Online-Turnierserie Champions Chess Tour, verlor dieses aber gegen Lewon Aronjan.
2023 gewann er zum ersten Mal die russische Einzelmeisterschaft, souverän mit 8½ Punkten aus 11 Partien.